# René Grousset
René Grousset (Aubais, 1885. szeptember 5. – Párizs, 1952. szeptember 12.; kínai neve pinjin hangsúlyjelekkel: Gé Lǔsài; magyar népszerű: Ko Lu-szaj; egyszerűsített kínai: 格鲁塞; hagyományos kínai: 格魯塞) francia történész, orientalista, sinológus, a Francia Akadémia tagja.

## Élete, munkássága
Grousset egyetemi tanulmányait a Montpellier Egyetemen folytatta, ahol történészként végzett. Ezt követően katonaként szolgált az első világháború idején. 1925-ben kinevezték a párizsi Guimet múzeum restaurátor adjunktusának, valamint a Journal asiatique titkárának. 1930-tól öt jelentősebb művet publikált az ázsiai civilizációkkal kapcsolatban. 1933-ban kinevezték a Cernuschi múzeum ázsiai gyűjteményének kurátorának. Ekkoriban jelentette meg tanulmányát a kínai buddhista zarándokról, Hszüan-cangról.
A második világháború kitörése előtt jelent meg két legfontosabb műve: a Histoire des Croisades (1934–1936) és a L'Empire des Steppes (1939). A Vichy-kormány alatt elbocsátották múzeumi állásából, így magánúton volt kénytelen folytatni kutatásait. A háború alatt több jelentős munkája is megjelent Kínával és a mongolokkal kapcsolatban. 
A háború befejezését követően nem csak a Cernuschi múzeum, hanem a Guimet múzeum kurátorának is kinevezték. 1946-ban a Francia Akadémia tagjai közé választották. Utolsó négy nagyobb műve 1946 és 1949 között jelent meg, melyek témái elsősorban Kis-Ázsia és a Közel-Kelet. Grousset 1952-ben Párizsban hunyt el, egy héttel a 67. születésnapját követően.

## Főbb művei
- 1922 – Histoire de l'Asie , 4 vol., Paris: G. Crès & cie. OCLC 4594662
- 1923 – Histoire de la philosophie orientale
- 1924 – Le réveil de l'Asie
- 1926 – L'épopée des Croisades
- 1928 – La Grèce et l'Orient, des guerres médiques à la conquête romaine
- 1929 – Histoire de l'Extrême-Orient
- 1929 – Sur les traces de Bouddha, tableau du VIIe siècle bouddhique
- 1929-1930 – Les civilisations de l'Orient, 4 vol.
- 1931 – Les philosophies indiennes
- 1934-1936 – Histoire des Croisades et du royaume franc de Jérusalem , 3 vol. Paris: Plon. OCLC 37267632
- 1936 – L'art de l'Extrême Orient : paysages, fleurs, animaux
- 1937 – De Venise à Pékin au XIVe siècle : Odoric de Pordenone (with H. Demoulin-Bernard)
- 1939 – Les sculptures des Indes et de la Chine
- 1939 – L'empire des steppes : Attila, Gengis-Khan, Tamerlan  Paris: Editions Payot. OCLC 220712631
- 1941 – L'empire mongol
- 1941 – L'Asie orientale, des origines au XVe siècle (with J. Auboyer et J. Buhot)
- 1942 – Histoire de Chine
- 1944 – Le conquérant du monde : vie de Gengis-Khan
- 1945 – L'Europe orientale de 1081 à 1453 (with C. DIehl, R. Guilland et L. Oeconomos)
- 1946 – L'empire du Levant : histoire de la question d'Orient
- 1946 – Bilan de l'histoire
- 1947 – Histoire de l'Arménie des origines à 1071  Paris: Payot. OCLC 3084562
- 1948 – De la Grèce à la Chine
- 1949 – Figures de proue
- 1950 – Les premières civilisations (collective work)
- 1950 – De l'Inde au Cambodge et à Java (with J. Auboyer)
- 1951 – De la Chine au Japon

## Fordítás
- Ez a szócikk részben vagy egészben  a   René Grousset című angol Wikipédia-szócikk ezen változatának fordításán alapul.  Az eredeti cikk szerkesztőit annak laptörténete sorolja fel. Ez a jelzés csupán a megfogalmazás eredetét és a szerzői jogokat jelzi, nem szolgál a cikkben szereplő információk forrásmegjelöléseként.